# Enrico Chieffi
Enrico Chieffi (Amberes, Bélgica, 11 de abril de 1963) es un deportista italiano que compitió en vela en las clases 470 y Star. Su hermano Tommaso también compitió en vela.
Ganó dos medallas en el Campeonato Mundial de 470, oro en 1985 y bronce en 1981, y dos medallas en el Campeonato Europeo de 470, oro en 1981 y bronce en 1985. También obtuvo una medalla de oro en el Campeonato Mundial de Star de 1996 y dos medallas en el Campeonato Europeo de Star.
Participó en dos Juegos Olímpicos de Verano, ocupando el quinto lugar en Los Ángeles 1984 (470) y el sexto en Atlanta 1996 (Star).

## Palmarés internacional
| Campeonato Mundial | Campeonato Mundial              | Campeonato Mundial | Campeonato Mundial |
| Año                | Lugar                           | Medalla            | Clase              |
| ------------------ | ------------------------------- | ------------------ | ------------------ |
| 1981               | Saint-Pierre-Quiberon (Francia) | Medalla de bronce  | 470                |
| 1985               | Marina di Carrara (Italia)      | Medalla de oro     | 470                |
| Campeonato Europeo |                                 |                    |                    |
| Año                | Lugar                           | Medalla            | Clase              |
| 1981               | Morges (Suiza)                  | Medalla de oro     | 470                |
| 1985               | Koper (Yugoslavia)              | Medalla de bronce  | 470                |

| Campeonato Mundial | Campeonato Mundial      | Campeonato Mundial | Campeonato Mundial |
| Año                | Lugar                   | Medalla            | Clase              |
| ------------------ | ----------------------- | ------------------ | ------------------ |
| 1996               | Río de Janeiro (Brasil) | Medalla de oro     | Star               |
| Campeonato Europeo |                         |                    |                    |
| Año                | Lugar                   | Medalla            | Clase              |
| 1995               | Cascaes (Portugal)      | Medalla de plata   | Star               |
| 2021               | Split (Croacia)         | Medalla de oro     | Star               |